# Listă de regi franci
Regatele francilor au fost conduse de două mari dinastii: Dinastia Merovingiană (care au creat imperiul francilor) și, mai târziu, Dinastia Carolingiană. Este greu de realizat o ordonare cronologică a conducătorilor franci, deoarece, în conformitate cu obiceiurile vechi germanice, ținutul era frecvent împărțit între fiii unui conducător, la moartea sa, și apoi reunit. Pentru explicații mai detaliate vezi articolul franci.

## Regii merovingieni
- Pharamond aprox. 410-426
- Clodio 426-447
- Merovech 447-458
- Childeric I 458-481
- Clovis I 481-511

La moartea lui Clovis, regatul a fost împărțit între cei patru fii ai săi:
| Soissons           | Paris                                       | Orleans                                                         | Reims                                                                                  |
| Chlothar I 511-561 | - Childebert I 511-558 - Clotaire I 558-561 | - Chlodomer 511-524 - Childebert I 524-558 - Chlothar I 558-561 | - Theuderic I 511-534 - Theudebert I 534-548 - Theudebald 548-555 - Chlothar I 555-561 |
| Chlothar I 511-561 |                                             |                                                                 |                                                                                        |

Chlothar(din Soissons) a preluat în cele din urmă controlul asupra celorlalte trei regate după moartea fraților săi (și a succesorilor lor). După moartea sa, regatul a fost din nou împărțit între cei patru fii ai săi:
| Soissons (Neustria)                                | Paris                                                                    | Orleans (Burgundia)                                                                                     | Metz (Austrasia) |
| -------------------------------------------------- | ------------------------------------------------------------------------ | --- | --- |
| - Chilperic I 561-584 - Chlothar al II-lea 584-629 | - Charibert I 561-567 - Chilperic I 567-584 - Chlothar al II-lea 584-629 | - Guntram 561-592 - Childebert al II-lea 592-595 - Theuderic al II-lea 595-613 - Sigebert al II-lea 613 | - Sigebert I 561-575 - Childebert al II-lea 575-595 - Theudebert al II-lea 595-612 - Theuderic al II-lea 612-613 - Sigebert al II-lea 613 |
| - Chlothar al II-lea 584-629                       |                                                                          | | |

Chlothar al II-lea a învins-o pe Brunhilda și moștenitorii ei și a reunificat regatul. Totuși, în a creat subregatul Austrasia, pentru a împăca anumite forțe și a asigura granițele. Fiul și succesorul său, Dagobert I a continuat această mișcare, numind sub-regi pentru Aquitania în 629 și Austrasia în 634.
| Neustria și Burgundia                             | Aquitania                                                                                       | Austrasia                                          |
| ------------------------------------------------- | ----------------------------------------------------------------------------------------------- | -------------------------------------------------- |
| - Chlothar al II-lea 584-629 - Dagobert I 629-639 | - Chlothar al II-lea 584-629 - Charibert al II.lea 629-632 - Chilperic 632 - Dagobert I 632-639 | - Dagobert I 623-634 - Sigebert al III-lea 634-656 |

| - Clovis al II-lea 639-658 - Chlothar al III-lea 658-673 - Theuderic al III-lea 673 - Childeric al II-lea 673-675 - Theuderic al III-lea 675-691 | - Sigebert al III-lea 634-656 - Childebert cel Adoptat 656-661 - Chlothar al III-lea 661-662 - Childeric al II-lea 662-675 - Clovis al III-lea 675-676 - Dagobert al II-lea 676-679 |
| - Theuderic al III-lea 675-691 | |
| - Clovis al IV-lea 691-695 | |
| - Childebert al III-lea 695-711 (cel Drept) | |
| - Dagobert al III-lea 711-715 | |

| - Chilperic al II-lea 715-721 (Daniel)     | - Chilperic al II-lea 715-717 (Daniel) - Chlothar al IV-lea 717-720 - Chilperic al II-lea 720-721 (Daniel) |
| - Theuderic al IV.lea 720-737              | |
| - interregnum 737-743                      | |
| - Childeric al III-lea 743-751 (cel Idiot) | |

## Carolingienii
Vezi Listă de Maior Domus.
Carolingienii au fost inițial prefecți sub regii merovingieni în sub-regatul Austrasiei, și apoi în statul franc reunificat:
- Pepin cel Bătrân (580-640), Prefect al Austrasiei 623-629, 639-640
- Ansegisel (602-685), Prefect al Austrasiei 629-639
- Grimoald (616-662), fiul lui Pepin, prefect al Austrasiei 643-657
- Pepin cel Mijlociu (640-714), fiul lui Ansegisel, prefect al Austrasiei 679-714, din 688 ca Duce și Prinț al francilor conducător de facto al întregului regat
- Carol Martel (690-741), prefect al Austrasiei 717-741, din 718 al întregului regat
- Carloman (716-754), prefect al Austrasiei 741-747
- Pepin cel Tânăr (714-768), prefect al Neustriei 741-751, din 747 prefect al Austrasiei

Când Pepin cel Tânăr a devenit rege, Carolingienii au succedat dinastiei merovingiene:
- Pepin cel Tânăr (714-768), 751-768
- Carol cel Mare (742-814), 768-814 (inițial doar Neustria, Aquitania, Austrasia de nord)
- Carloman I 768-771 (Burgundia, Allemania, Austrasia de sud)
- Ludovic cel Pios (778-840), 814-840
- Lothar I (795-855), 817-855 (până în 840 sub tatăl său)

Regatul franc a fost apoi împărțit prin Tratatul de la Verdun din 843 între fiii lui Ludovic cel Pios. Tabelul următor prezintă doar conducătorii celor trei subdiviziuni, care au fost baza regatelor ulterioare ale Franței și Germaniei, nu și Italia.
| Francii occidentali (în cele din urmă Franța) | Lotharingia | Francii orientali (în cele din urmă Germania) |
| --- | --- | --- |
| Numele marcate cu * nu au fost carolingieni, dar se înrudesc de departe cu dinastia. - Carol cel Pleșuv (823-877), 843-877, împărat 875 - Ludovic al II-lea al Franței (846-879), 877-879 - Ludovic al III-lea (863-882), 879-882, împreună cu - Carloman al II-lea al Franței (d. 884), 879-884 - Carol cel Gras 884-888, regatul răsăritean 876-887, împărat 881 - Odo din Paris (mort 898), * 888-898 - Carol cel Simplu (879-929), 898-922 - Robert (865-923), * 922-923 - Rudolf de Burgundia, * 923-936 - Ludovic al IV-lea (914-984), 936-954 - Lothar 954-986 - Ludovic al V-lea, 986-987 După aceasta, Dinastia Capețiană a condus Franța. Pentru continuare, vezi Listă de monarhi francezi. | - Lothar I (795-855), 817-855, împărat 840 După moartea lui Lothar în 855, ținutul său a fost împărțt între fiii săi: - Ludovic al II-lea 855-875, fiul cel mare, i-a succedat tatălui ca împărat și a primit Italia. Pentru continuare, vezi Lista regilor Italiei medievale - Lothar al II-lea 855-869, cel de-al doilea fiu, a primit teritoriile france ale ținutului tatălui său, numite, după el, Lotharingia. - Carol 855-863 a primit Burgundia. Pentru continuare vezi Regii Burgundiei. Regii Lotharingiei - Lothar al II-lea (835-869), 855-869 - Carol cel Pleșuv (823-877), 869-877 Carol cel Pleșuv a pretins Lotharingia la moartea nepotului său și a fost încoronat rege la Metz, dar fratele său, Ludovic Germanul s-a opus, și, în 870, Tratatul de la Meersen a împărțit Lotharingia între cei doi frați, și în continuare între succesorii acestora. În 880, Tratatul de la Ribemont a acordat întreaga Lotharingie lui Ludovic cel Tânăr, fiul lui Ludovic Germanul. - Ludovic cel Tânăr 880-882 - Carol cel Gras 882-887 - Arnulf de Carintia 887-895 - Zwentibold de Lotharingia (870/1-900), fiu nelegitim al lui Arnulf din Carinthia, 895-900 - Ludovic Copilul (893-911), 900-911 - Carol cel Simplu (879-929), 911-922 După aceasta, Lotharingia a fost înglobată de Regatul Răsăritean și de Sfântul Imperiu Roman. Pentru continuare, vezi Listă de monarhi germani. | - Ludovic Germanul (804-876), 843-876 - Ludovic cel Tânăr 876-882 (Francia Răsăriteană, Saxonia, Thuringia, mai apoi și Bavaria) - Carloman (830-880), 876-880 (Bavaria) - Carol cel Gras, 876-887 (Allemania și Raetia inițial), împărat 881 - Arnulf de Carintia, 887-899, împărat 896 - Ludovic Copilul (893-911), 899-911 După aceasta, Conrad al Franconiei a domnit între 911 și 918, și a fost urmat de Dinastia Ottoniană saxonă. Aceste evenimente sunt considerate începutul Regatului Germaniei și a Sfântului Imperiu Roman. Pentru continuare, vezi Listă de monarhi germani. |